# Джош Атенсіо
Джош Атенсіо (англ. Josh Atencio, нар. 31 січня 2002, Беллв'ю) — американський футболіст, півзахисник клубу «Сіетл Саундерз» і національної збірної США.

## Клубна кар'єра
Народився 31 січня 2002 року в місті Беллв'ю у родині вихідців з Мексики. Вихованець футбольної школи клубу «Сіетл Саундерз». 
Дорослу футбольну кар'єру розпочав 2018 року виступами за його фарм-клуб «Такома Дефіанс».
З 2020 року почав залучатися до складу основної команди «Сіетл Саундерз». У розіграші 2022 року допоміг команді здобути перемогу у Лізі чемпіонів КОНКАКАФ. 

## Виступи за збірну
2024 року дебютував в офіційних матчах у складі національної збірної США.
Того ж року був включений до заявки Олімпійської збірної СЩА для участі у футбольному турнірі на Олімпійських іграх 2024 року в Парижі.
| Дата      | Місто       | Господарі | Результат | Гості    | Турнір           | Голи | Примітки |
| --------- | ----------- | --------- | --------- | -------- | ---------------- | ---- | -------- |
| 20-1-2024 | Сан-Антоніо | США       | 0 – 1     | Словенія | товариський матч | -    | 61'      |
| Усього    |             | Матчів    | 1         |          | Голів            | 0    |          |

## Титули і досягнення
- Переможець Ліги чемпіонів КОНКАКАФ (1):

«Сіетл Саундерз»: 2022